# 제2차 노예전쟁
제2차 노예전쟁(Second Servile War)은 기원전 104년에서 기원전 100년 사이에 진행된 로마 공화정에 대항한 노예 반란이다. 제1차 노예전쟁과 마찬가지로 시칠리아에서 일어났다.
집정관 가이우스 마리우스는 갈리아 키살피나에서 킴브리인들과 싸워 승리를 거두었는데, 마리우스는 비티니아 왕 니코메데스 3세 에우에르게테스에게 지원을 요청했다. 이탈리아의 로마 동맹시들은 로마의 조세징수관들이 세금을 내지 못한 이탈리아인들을 노예화했다고 주장하며 지원군을 보내지 않았다. 마리우스는 이탈리아 동맹시 사람으로 로마의 노예가 된 사람이 있다면 해방되어야 한다고 선언했다.
그 결과 시칠리아에서는 800여명의 이탈리아인 노예들이 해방되었다. 그러자 자신들도 해방될 것이라고 기대했던 비이탈리아계 노예들은 제멋대로 주인을 떠났다. 행정관이 그들에게 노예 상태로 돌아갈 것을 명하자 분노한 노예들이 반란을 일으켰다. 살비우스라는 노예가 한 세대 전의 에우누스의 전철을 밟아 지도자로 추대되었다. 살비우스는 셀레우코스조의 왕 디오도토스 트리폰에게서 따와 자기 이름을 트리폰이라고 정했다.
살비우스의 반란 노예들은 기병 2,000 명과 보병 20,000 여명 등으로 이루어졌으며, 곧이어 시칠리아 서부에서 아테니온과 그 병력이 합류했다. 로마 집정관 마니우스 아퀼리우스는 막대한 수고를 들인 뒤에야 난을 진압할 수 있었다.

## 참고 문헌
- Shaw, Brent (2001). Spartacus and the Slave Wars: a brief history with documents. pp. 107–129.(at google books)